# ペリシン
ペリシン(Pericine)は、Akuammineとして知られるPicralima nitidaの樹で見られるインドールアルカロイドである。乾燥した種子は、ギニア、象牙海岸、ナイジェリア等の西アフリカで、伝統薬として用いられている。アクアミン等の一緒に含まれるアルカロイドとともに、ペリシンはμ-オピオイド受容体に結合し、IC50は0.6 μmolと、コデインより約6倍も高い。しかし、けいれん誘発薬としての作用も持つ。